# Maiolica di Siena

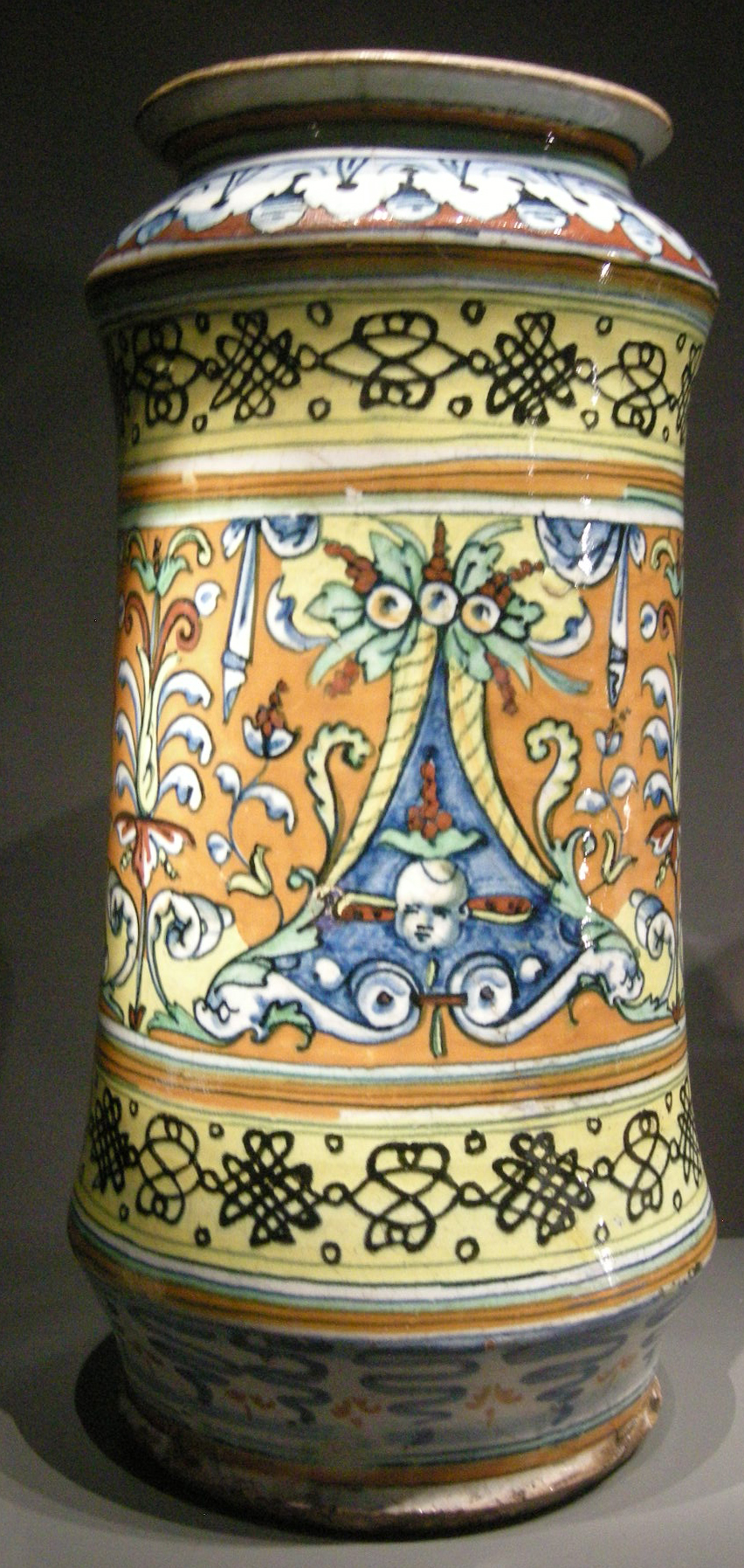
Albarello da farmacia di produzione senese, 1510 circa, National Gallery of Victoria

La maiolica di Siena fu una delle produzioni più prestigiose della ceramica rinascimentale italiana, nel secolo d'oro del Cinquecento.

## Storia
A Siena esistevano nel 1265 numerose fornaci che producevano ceramica di tipo arcaico, tra cui predominavano i boccali a piede svasato, decorato da motivi zoomorfi e fitomorfi. Nel 1510 venne impiantata una produzione di maiolica, che fiorì per tutto il secolo. Affini per qualità dell'impasto e stile della decorazione alle opere di Cafaggiolo, le maioliche senesi si distinguevano per la ricchezza della tavolozza, la finezza del disegno e la delicatezza degli ornati.
A parte rare eccezioni, come quel Maestro Benedetto che firmò un piatto da parata con San Girolamo oggi nel Victoria and Albert Museum, è raro che si conoscano i nomi dei ceramografi senesi e che si sia in grado di collegarli a un corpus di opere, per cui si parla spesso di vari raggruppamenti sotto nomi di maestri anonimi.